# Terra Nova (Terranova y Labrador)
Terra Nova es un pueblo canadiense situado en la provincia de Terranova y Labrador.

## Superficie
Terra Nova tiene una superficie de 2,44 km².

## Demografía
En 2021, tenía 99 habitantes, una densidad poblacional de 40,7 hab./km², y 164 viviendas.